# 맨발의 겐
《맨발의 겐》(일본어: はだしのゲン 하다시노 겐[*])은 나카자와 케이지가 《주간 소년 점프》에 1973년부터 연재하던 것을 모아 10권의 만화로 펴낸 것으로, 1976년엔 영화, 1981년엔 오페라, 1987년엔 애니메이션으로, 1999년엔 CD-ROM으로, 2007년엔 드라마로 방송되었다. 또한 미국, 독일, 프랑스 등의 여러 나라로 번역, 수출되었다.

## 줄거리
이 이야기는 나카오카 집안의 아버지인 나카오카 다이키치가 전쟁을 반대하면서 동네 사람들에게 '비국민'이라고 불리게 되는 것부터 시작한다. '비국민'이라며 사람들에게 손가락질을 받던 다이키치는 전쟁을 반대한다는 이유로 결국 경찰서에 끌려가 고문을 받게 된다. 끔찍한 일을 겪고 돌아온 아버지를 마주한 장남 고오지는 집안이 비국민이라는 소리를 듣지 않게 하기 위해 해군에 자원한다. 그리고 그 후 나카오카 아키라는 집단 소개로 야마가타군으로 가게 된다. 그러던 어느 날, 전투기가 날아와 방공호에 숨으라는 사이렌이 울리고 사람들은 모두 방공호에 숨지만 곧 다시 돌아가는 전투기를 보고 안심하여 다시 방공호에서 나온다. 돌아간 전투기가 다시 날아왔을 때 사람들은 사이렌이 울리지 않아 방공호에 숨지 않는다. 그러나 돌아온 전투기는 폭탄을 떨어뜨린다. 폭탄으로 인해 히로시마는 폐허로 변해버리고, 아버지와 누나, 남동생을 잃어버린 겐은 히로시마에서 새로운 발걸음을 시작한다.

## 등장인물

### 나카오카 일가
- 나카오카 겐(中岡元, なかおか げん)

이 책의 주인공으로 나카자와 케이지는 이름을 '겐(元)'이라 한 이유를 '사람의 본성'이란 뜻으로 해석했기 때문이라고 밝혔다. 겐은 나카오카 집안의 셋째 아들로 원폭에서 학교 담장 뒤에 서 있어서 살아남았다. 이후 형 고지와 아키라와 함께 살며, 미쓰코라는 여자 친구도 사귄다. 그러나 미쓰코는 원폭 후유증으로 사귄 지 얼마 안 되어 결국 죽는다. 이후 고지와 아키라가 자립을 위해 집을 떠나자 자신도 그림 공부를 도와주던 세이가 아저씨의 충고를 듣고 미쓰코 아버지의 자금을 받고 도쿄로 떠나게 된다.
- 나카오카 고오지(中岡浩二, なかおか こうじ)

나카오카 집안의 첫째로 나카오카 집안이 '비국민'이라는 소리를 듣지 않게 하기 위해서 해군에 지원한다. 전쟁이 끝나고 집으로 돌아오며, 어머니가 아플 때 큐슈의 탄광에 가서 돈을 벌겠다고 하지만 절망해서 매일 술만 마신다. 이후 고오지는 여자 친구 히로코와 결혼하게 된다.
- 나카오카 아키라(中岡昭, なかおか あきら)

나카오카 집안의 둘째로 학교에서 집단소개로 히로시마현 야마가타군으로 갔었다. 잠깐 탈출하기는 했지만 다시 가게 되며, 전쟁이 끝나서 돌아온다. 이후 아키라는 오사카시로 가서 상인이 된다.
- 나카오카 신지(中岡進次, なかおか しんじ)

나카오카 집안의 넷째로, 겐과 함께 돈을 벌기 위해 노래를 부르며, 에이코와 아버지와 함께 원폭으로 집에 깔려 군함 모형을 안고서 불타 죽었다.
- 나카오카 에이코(中岡英子, なかおか えいこ)

나카오카 집안의 첫 딸로, 초등학교 5학년이다. 역시 신지와 아버지와 함께 원폭으로 집에 깔려 불타 죽었다.
- 나카오카 도모코(中岡友子, なかおか ともこ)

나카오카 집안의 두 번째 딸로, 원폭 당시의 충격으로 진통이 와 출생했다. 친구가 많이 생기라고 겐이 '友'를 써저 작명했다. 이후 잠시 실종되어 다시 찾게 되지만 암으로 1여 년 만에 생을 마친다.
- 나카오카 다이키치(中岡大吉, なかおか だいきち)

나카오카 집안의 아버지로, 전쟁에 크게 반대해 '비국민'이라는 소리를 듣고 경찰에 잡혀 많은 고문도 받았다. 화가로, 겐에게 영향을 많이 주었다. 원폭에서 역시 신지, 에이코와 함께 집에 깔려 불타 죽었다.
- 나카오카 기미에(中岡君江, なかおか きみえ)

나카오카 집안의 어머니로, 원폭 당시 충격으로 진통이 와 도모코를 출산한다. 원폭의 피해로 위암으로 교토 여행 중에 세상을 떠난다. 화장을 한 후에 뼈 대신 가루가 있었는데, 원폭으로 뼈가 사라졌기 때문이었다.(원폭에서 발생한 방사늄 세슘 137이 뼈에 침투하여 뼈를 녹이기 때문.)

### 그 외 인물들
- 사메지마 덴지로

나카오카 일가가 살고 있는 마을의 동장으로, 아들 사메지마 류키치가 있다. '비국민' 나카오카 집안을 많이 괴롭혔으며, 이후 히로시마 시의 의원이된다.
- 우치야마 조직의 모든 일원

히로시마 시의 조직 폭력배 중 하나로, 가장 강력한 세력권을 자랑한다. 매달 한 번씩 모든 시장의 상인들에게 치안을 명목으로 자릿세를 내도록 하게 한다. 그러나 '류타'에 의해 한 번은 노름판이 완전히 털리게 된다.
- 박(朴)

나카오카 가의 옆에 살고 있었던 안경을 쓴 한국인. 징용으로 인해, 조선에 아내와 아이를 남기고, 아버지와 조선에서 히로시마(廣島)로 옮겨 산다. 국적 때문에 이웃들에게 차별을 받고 있었지만, 나카오카 가의 가족이 친절하게 협조해 주어 호의를 품게 되고 잘 지내게 된다. 또, '비국민'이라며 이웃들에게 박해되지만 그럼에도 전쟁에 반대하는 다이키치를 존경하고, 다이키치가 경찰의 고문으로부터 돌아왔을 때 축하의 의미로 쌀을 선물하는 등, 비국민이라며 박해당하던 나카오카 집안에 우호적이던 거의 유일한 사람이었다. 원폭투하 후 패닉에 빠진 기미에를 발견해 겐과 함께 피난시켰다. 한쪽에서 중상을 입은 아버지를 찾아 구호소에서 치료를 간절히 원하지만, 조선인이기 때문에 인간다운 대접과 치료를 받지 못하고, 발버둥쳐 괴로워하는 아버지의 임종을 지켜본다. 아버지의 죽음을 계기로 온화한 성격으로 그려지고 있었던 박은 일본인에 대한 복수를 맹세한다 (분노의 정도는, 아버지를 화장시킬 무렵, 원폭 후에 처음 방문한 겐에게도 분노를 털어냈을 만큼이었다). 그러나, 겐이 박의 분노를 잘 이해하고, 아버지의 화장을 도운 것부터 나카오카 가에 대한 마음이 풀리고, 그 후 나카오카 가문에 대한 지원을 아끼지 않는다.그 후, 전후의 암시장에서 돈을 벌어 가게를 경영할 수 있을 정도로 유복한 상태가 되고, 이후 자주 겐의 부탁을 기분 좋게 받아들이는 자산가로서 등장한다. 고향의 조선이 남북으로 갈라져 대립하는 한국 전쟁이 일어난 것에 비관적인 태도를 보인다.
- 하나다

고오지가 훈련소에서 훈련받을 때 같이 지내던 동급생. 고된 훈련을 따라가지 못해 오오가와라 교관의 가혹 행위에 시달렸다. 계속된 가혹 행위에 견디다 못해 자살한다.
- 나츠에

겐이 니노시마에 가서 쌀을 얻는 중 만난 소녀. 에이코와 많이 닮았으며, 무용수의 딸이었다. 원폭이 떨어졌을 당시 다리에 상처를 입고 도망치기 힘겨워하는 어머니가 불타는 기둥에 깔리는 것을 마지막으로 목격하고 어머니의 시체를 찾는 중에 겐과 만나게 된다. 물에 비친 자신의 화상을 입은 흉측한 얼굴을 보고 경악하여 자살하려고 했으나, 겐의 다시 태어났다고 생각하라는 말에 살아갈 힘을 얻었다. 겐과 해어지고 난 뒤 원폭 피해자들의 격리소에서 지내고 화상이 어느 정도 나은 뒤 고향에 갔을 때 원폭으로 인한 화상으로 흉측해진 얼굴 때문에 주변의 핍박을 받아 왔다. 겐과 재회했을 때, 또다시 자살을 시도했으나 겐이 구해주었고, 이후 원폭으로 팔을 못쓰게 된 한 여자아이가 옷을 만들고 있는 걸 보고 다시 살아갈 마음이 생긴다. 가쓰코와 옷 만드는 방법을 익혀 양장점을 경영하려고 했으나, 원폭 방사능의 후유증으로 맹장염이 도졌고, 수술을 해도 낫지 않자, 병원을 뛰쳐나와 떠돌다가 어느 집에서 도자기를 만든다.(이는 또다시 죽음을 결심했다는 걸 의미함.) 이 후 겐 일행에게 돌아왔을 때 겐이 도자기를 깨뜨리는 것부터 시작해 역술가로 변장한 겐의 말에 살아갈 마음이 생겨 다시 병원으로 돌아갔으나, 손을 늦게 써서 합병증으로 세상을 떠난다. 이후 겐이 나츠에의 뼈를 자기 가족의 공동묘지에 묻는다.
- 류타

겐이 원폭으로 집을 잃고 어머니와 여동생과 함께 노숙할 때 만난 소년. 신지와 많이 닮았고 겐이 신지가 되살아났다고 착각할 정도였다. 겐과의 초면에서는 겐의 쌀을 훔쳐간다. 원폭으로 부모를 모두 잃고 부랑아가 되어 다른 사람들의 음식을 훔치며 살아가고 있었다. 에바 시에서 도둑질을 하다가 발각되 다른 친구들과 헤어지게 되고, 이때부터 겐과 함께 살아가게 된다.
- 오오바
- 미츠기
- 쇠머리
- 도토리
- 주먹밥
- 세이지
- 아마모리 간키치
- 노무라
- 가쓰코
- 아이하라
- 미쓰코

## 같이 보기
- 리틀 보이
- 나카자와 케이지